# Limbach (Schmelz)

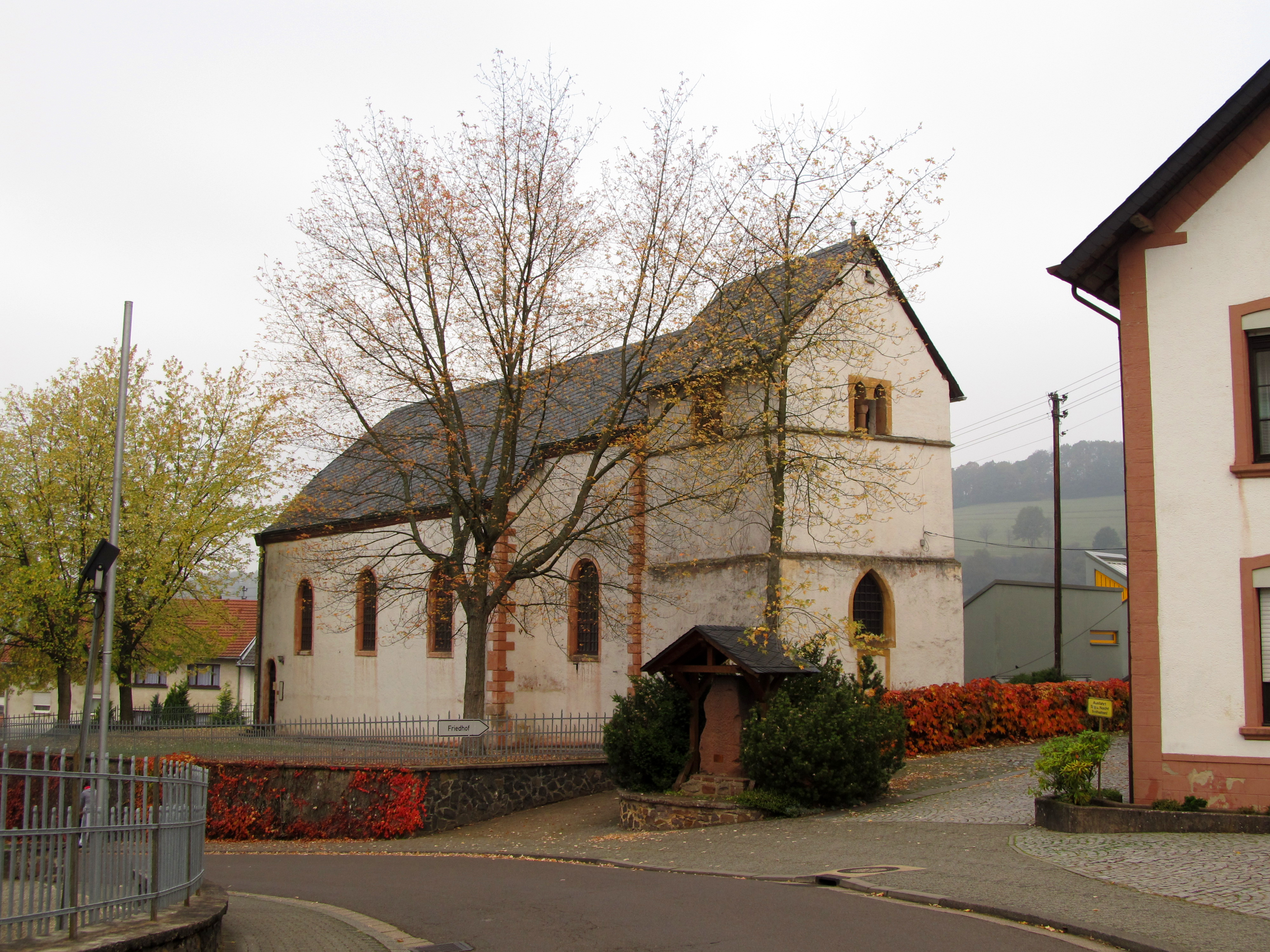
Die Alte Kirche

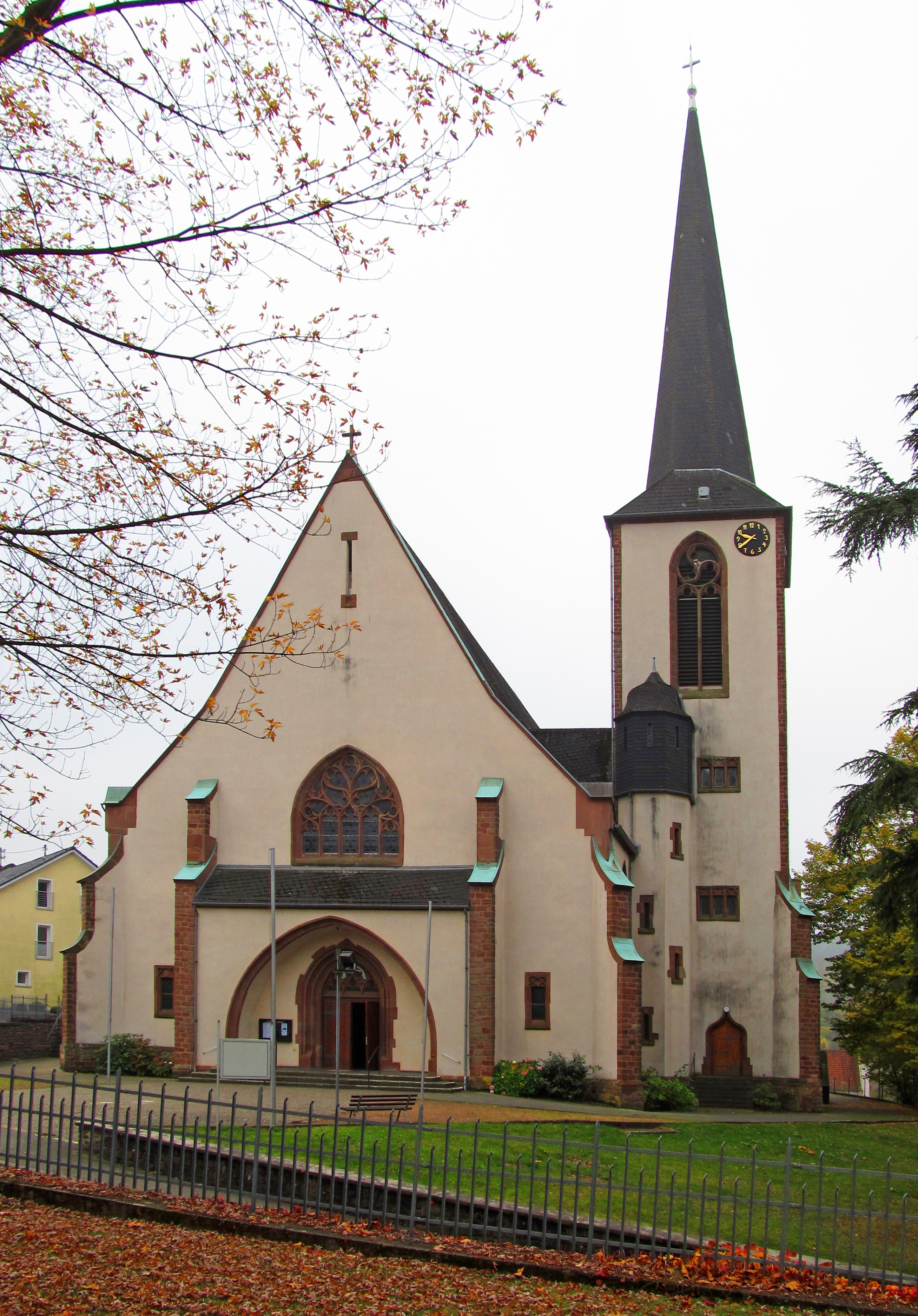
Die katholische Pfarrkirche St. Willibrord

Limbach ist ein Ortsteil der Gemeinde Schmelz im Landkreis Saarlouis, Saarland.

## Lage
Limbach liegt im Norden der Gemeinde Schmelz an den Hängen eines vom Talbach oder Wurzelbach durchflossenen Tales.

## Geschichte
Im Jahr 1201 wurde Limbach erstmals urkundlich erwähnt, doch die Wurzeln des Ortes reichen zumindest bis in die keltische Zeit zurück. „Die Birg“ (Quelle von Sagen um den Raubritter „Birg-Peter“), eine keltische, spätrömische und mittelalterliche Befestigung, wurde in den 1980er Jahren umfangreichen archäologischen Untersuchungen unterzogen. In Limbach und der näheren Umgebung finden sich viele Spuren aus römischer Zeit.
Im Mittelalter war Limbach zusammen mit dem Schaumberger Land Teil der Besitzungen der Grafen von Blieskastel, bevor es 1291 lothringisch wurde. Das Dorf gehörte innerhalb des Deutschen Bellistums zur Ballei Schaumberg (Baillage de Schambourg). Im Jahr 1766 fiel Lothringen und damit auch Limbach an Frankreich. 1787 wurde Limbach dem Herzogtum Pfalz-Zweibrücken zugesprochen. Durch die Folgen der Französischen Revolution war der Ort von 1793 bis 1814 wieder französisch (vgl. Kanton Tholey).  Zur Zeit dieser zweiten französischen Herrschaft begann im Jahr 1796 in Limbach der Schulunterricht.
Nach dem ersten Pariser Frieden wurde das Dorf 1814 ein Teil Preußens, das ab 1871 ein Teil des Deutschen Reiches wurde. Im Jahre 1815 wurde Joseph de Brauer, Generalmajor in der französischen Armee, in Limbach geboren.
Am 10. Dezember 1897 wurde die Bahnstrecke Lebach – Limbach – Nonnweiler (Primstalbahn) eröffnet, auf der bis 1980 Personenverkehr stattfand.
Nach dem Ersten Weltkrieg gehörte Limbach 1919 zum Saargebiet. Durch eine Volksabstimmung am 13. Januar 1935 kam es wieder zum Deutschen Reich. Von 1945 bis 1956 als Teil des Saarprotektorats wieder unter französischer Verwaltung, kam es am 1. Januar 1957 mit dem Saarland zur Bundesrepublik Deutschland. Im Rahmen einer Gebiets- und Verwaltungsreform kam die zum Amt Schmelz gehörende Gemeinde Limbach (Kreis Saarlouis) am 1. Januar 1974 als Ortsteil zur Gemeinde Schmelz.
Einwohnerentwicklung
| Jahr      | 1803 | 1895 | 1951 | 1961 | 1970 | 1977 | 2010 |
| Einwohner | 367  | 1046 | 2081 | 2342 | 2655 | 2997 | 2515 |

## Politik

### Ortsrat
Sitzverteilung im Ortsrat:
- CDU 7 Sitze
- SPD 4 Sitze

(Wahl: Juni 2024)

### Ortsvorsteher
Ortsvorsteherin ist Rita Collmann (CDU).

### Wappen
Die Blasonierung des Wappens lautet: Gespalten, vorne in Rot eine wachsende silberne beblätterte Rosenstaude mit fünf (3:2) Rosen, hinten in Gold auf rotem Sockel ein roter Zinnenturm mit silbernem Tor und silbernen Fenstern.

## Kultur und Sehenswürdigkeiten

### Bauwerke
Ältestes Bauwerk von Limbach ist der Turm der um 1200 errichteten Alten Kirche, dessen Kreuzgewölbe im Inneren um 1450 mit 4 Posaunenengeln ausgemalt wurde. Um 1750 erfolgte eine Vergrößerung der Kirche, wobei die mittelalterlichen Motive mit einer Darstellung des Martyriums des Hl. Sebastians übermalt wurde. Im Jahr 1912 wurde das Gebäude einer Renovierung unterzogen und steht der Pfarr-, Kultur- und Jugendarbeit zur Verfügung.
Gegenüber der Alten Kirche befindet sich die von 1906 bis 1908 im neospätgotischen Stil erbaute neue Pfarrkirche St. Willibrord.

### Sport
Limbach ist Heimat des SV Blau-Weiß Limbach Dorf e. V. mit dem Werner-Risch-Stadion.

## Wirtschaft

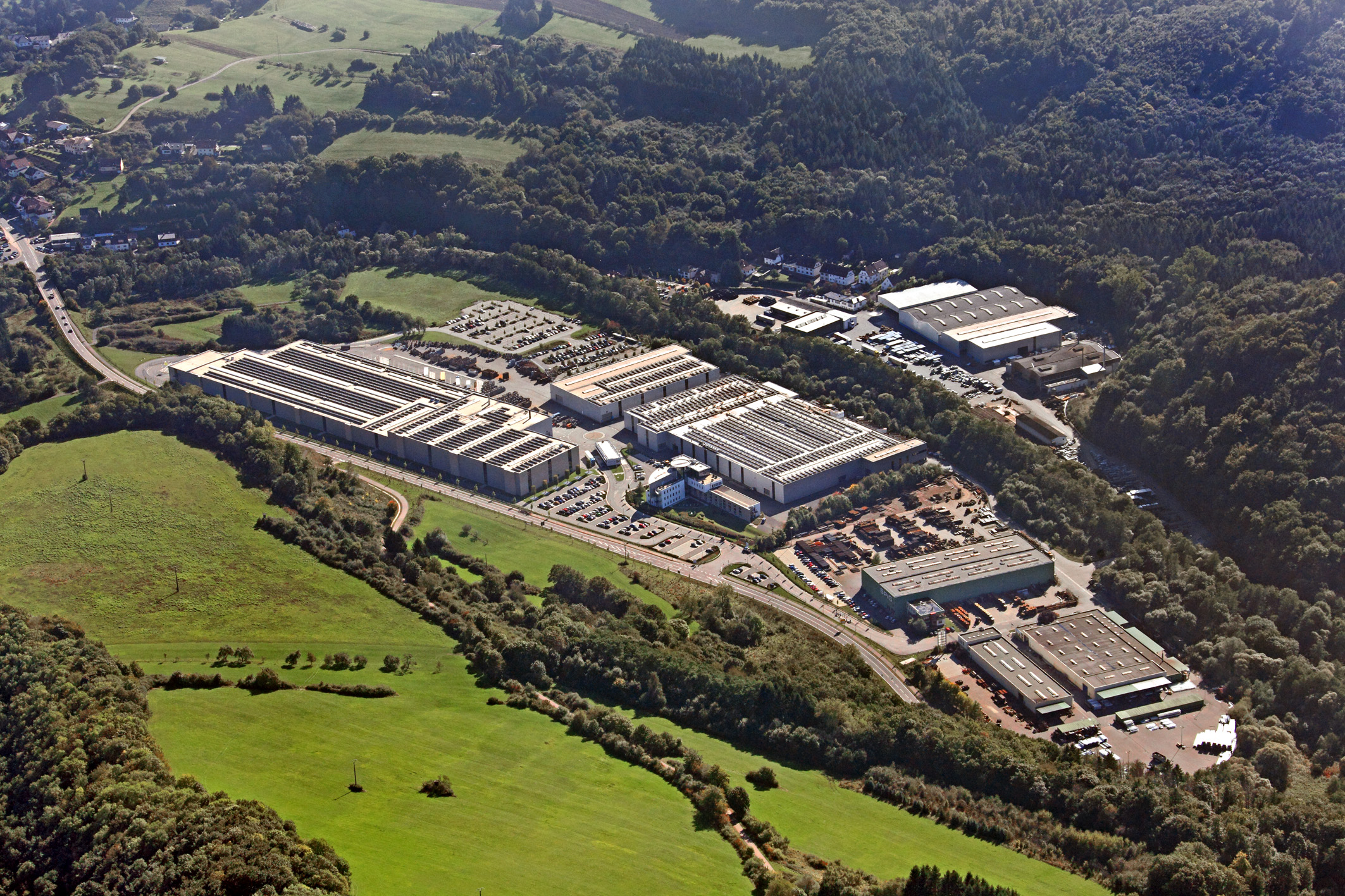
Luftbild des Meiser-Stammwerkes in Schmelz-Limbach

Im westlich von Limbach gelegenen Industriegebiet „Über Prims“ liegt das Stammwerk des Unternehmens Gebr. Meiser. Das stahlverarbeitende Unternehmen hat sich auf die Produktion von Gitterrosten spezialisiert und beschäftigt dort etwa 800 Mitarbeiter.